# ロワールワイン
ロワールワインは、フランスのロワール川に沿った地域で生産されるワインである。該当する地域は、大西洋岸の都市ナントに近くに存在する生産地域であるミュスカデから、中央フランス北部の都市オルレアンの南に位置するサンセールやプイィ・フュメにまで広がる。その間には、アンジュー、ソーミュール、ブルグイユ、シノン、ヴーヴレといった産地が存在する。ロワール渓谷自体は、源流であるセヴェンヌ山脈から続いているが、ワイン生産が主に行われるのは先に挙げた地域である。AOCおよびIGPの規定により87のアペラシオンが存在する。造られるワインはシュナン・ブラン、ソーヴィニヨン・ブラン、ムロン・ド・ブルゴーニュといった品種で作られる白ワインが多いが、例えばシノン周辺では赤ワインも造られる。そのほか、ロゼワイン、スパークリングワイン、デザートワインも造られている。クレマンはロワール全域で生産されており、スパークリングワインの生産量としてはシャンパーニュに次いでフランスで２番目に多い。様々なスタイルのワインが作られているが、総じて若いワインはフレッシュで爽やかな果実味を持つ傾向にある。ロワールでのワイン造りは紀元後１世紀にまでさかのぼる長い歴史がある。中世盛期においてはロワールワインは、イングランドとフランスにおいて極めて高い評価を得ていた。

## 歴史
考古学的な証拠から、ロワール渓谷にブドウ畑が拓かれたのは紀元後１世紀のことで、ガリア人の定住とともに行われたと考えられている。5世紀までにはこの地でブドウ栽培がさかんに行われるようになっていたことが、詩人シドニウス・アポリナリスの著作に記されている。トゥールのグレゴリウスの著作『フランク史』によれば、この地域のワインの在庫はブルトン人によってしばしば強奪されていたという。11世紀まにでは、サンセールのワインはヨーロッパ中にその品質の高さを知られていた。中世盛期においては、ロワールワインはイングランドとフランスにおいて最も貴ばれたワインであるといえ、ボルドーワインよりも評価が高かった。

## 気候と地理

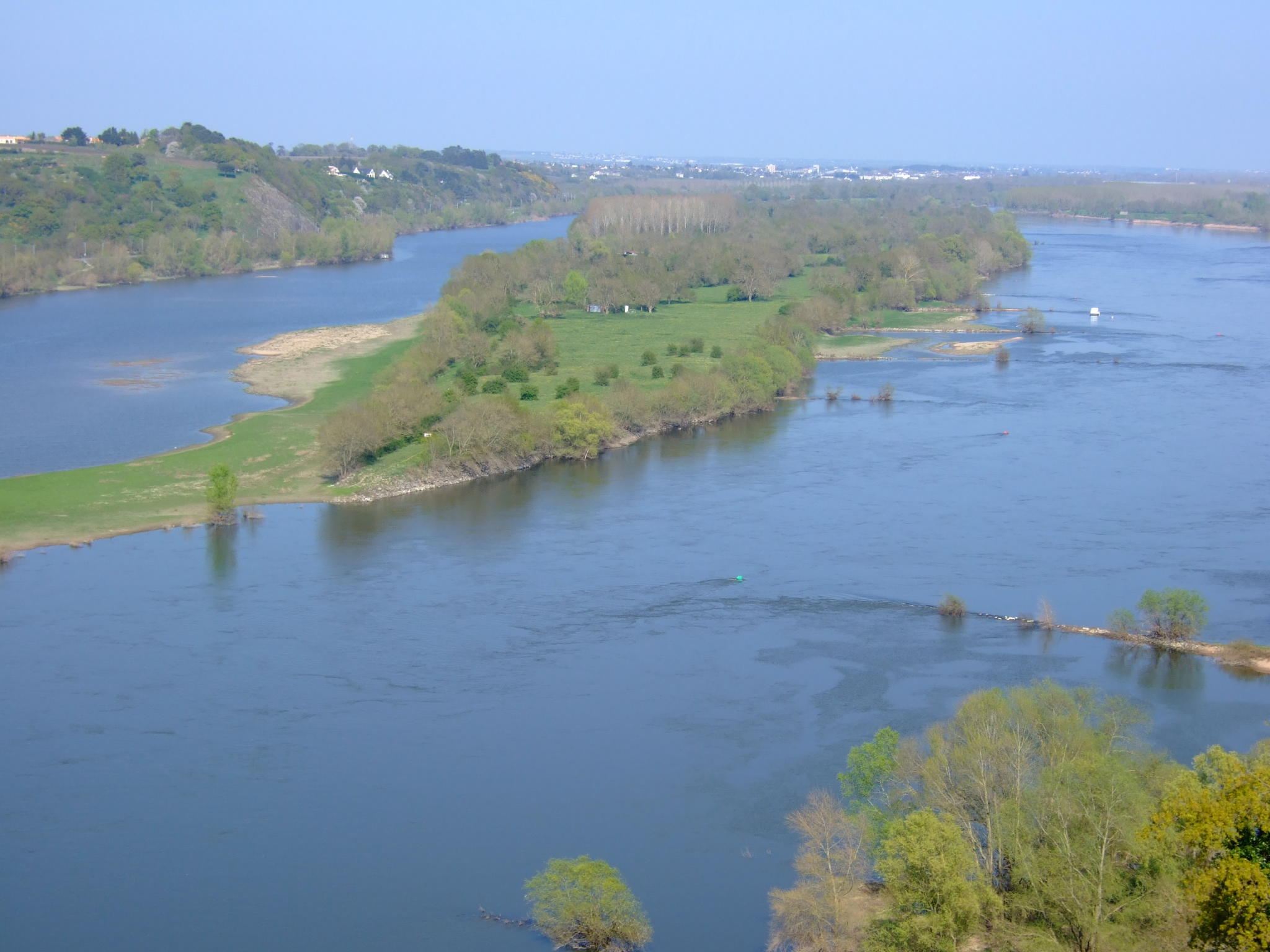
アンジュー地区、シャンプトソーの近くを流れるロワール川

ワイン生産地域は東西に広がっている。西側で大西洋に近いペイ・ナンテやアンジュー・ソーミュールは海洋性気候であるが、内陸部に行くに従って大陸性気候に変化する。
ロワール川は地域のミクロクリマに極めて大きな影響を与える。ロワール渓谷の南北の地域はブドウ栽培に適さないような気候であるが、ロワール川の影響で気温が数度上昇するためにブドウの成熟が可能になる。ロワール川流域のほか、アリエ川、シェール川、アンドル川、ロワール川、セーヴル・ナンテーズ川、ヴィエンヌ川といったいくつかの支流沿いの地域でもブドウ栽培はさかんである。この地域は大陸性気候であり、ロワール川の影響を大きく受けるほか、大西洋岸の地域では大西洋の影響も強い。気候は冷涼であり、春に霜害を受けるとワイン生産にとって有害である。収穫期に降雨がある場合、雨を避けて成熟が不十分なままブドウを収穫しなくてはならないことがあるが、貴腐菌の付着が促進されデザートワインの生産に寄与することもある。
アンジェ（アンジュー）の月毎の気温、降水量、日照時間は以下のとおりである。
| 月                                                    | 1月  | 2月  | 3月  | 4月  | 5月  | 6月  | 7月  | 8月  | 9月  | 10月 | 11月 | 12月 | 年平均 |
| ----------------------------------------------------- | ---- | ---- | ---- | ---- | ---- | ---- | ---- | ---- | ---- | ---- | ---- | ---- | ------ |
| 平均最低気温 (°C)                                     | 2,1  | 2,2  | 3,9  | 5,6  | 8,9  | 11,8 | 13,6 | 13,4 | 11,3 | 8,4  | 4,6  | 2,8  | 7,4    |
| 平均気温 (°C)                                         | 5    | 5,7  | 8,2  | 10.4 | 13,9 | 16,2 | 19,2 | 19,1 | 16,5 | 12,7 | 8    | 5,6  | 11,8   |
| 平均最高気温 (°C)                                     | 7,9  | 9,2  | 12,6 | 15,3 | 19   | 22,6 | 24,9 | 24,7 | 21,8 | 17   | 11,4 | 8,4  | 16,2   |
| 平均降水量 (mm)                                       | 62,1 | 50,8 | 51,7 | 44,6 | 54,4 | 41,2 | 43,8 | 44,9 | 52,2 | 59,6 | 64,5 | 63,4 | 633,4  |
| 1か月間の日照時間 (hour/month)                        | 70   | 92   | 141  | 179  | 201  | 234  | 248  | 237  | 191  | 129  | 89   | 65   | 1877   |
| 出典 : Climatology from 1947 to 2008 - Angers, France |      |      |      |      |      |      |      |      |      |      |      |      |        |

## ブドウ栽培と醸造

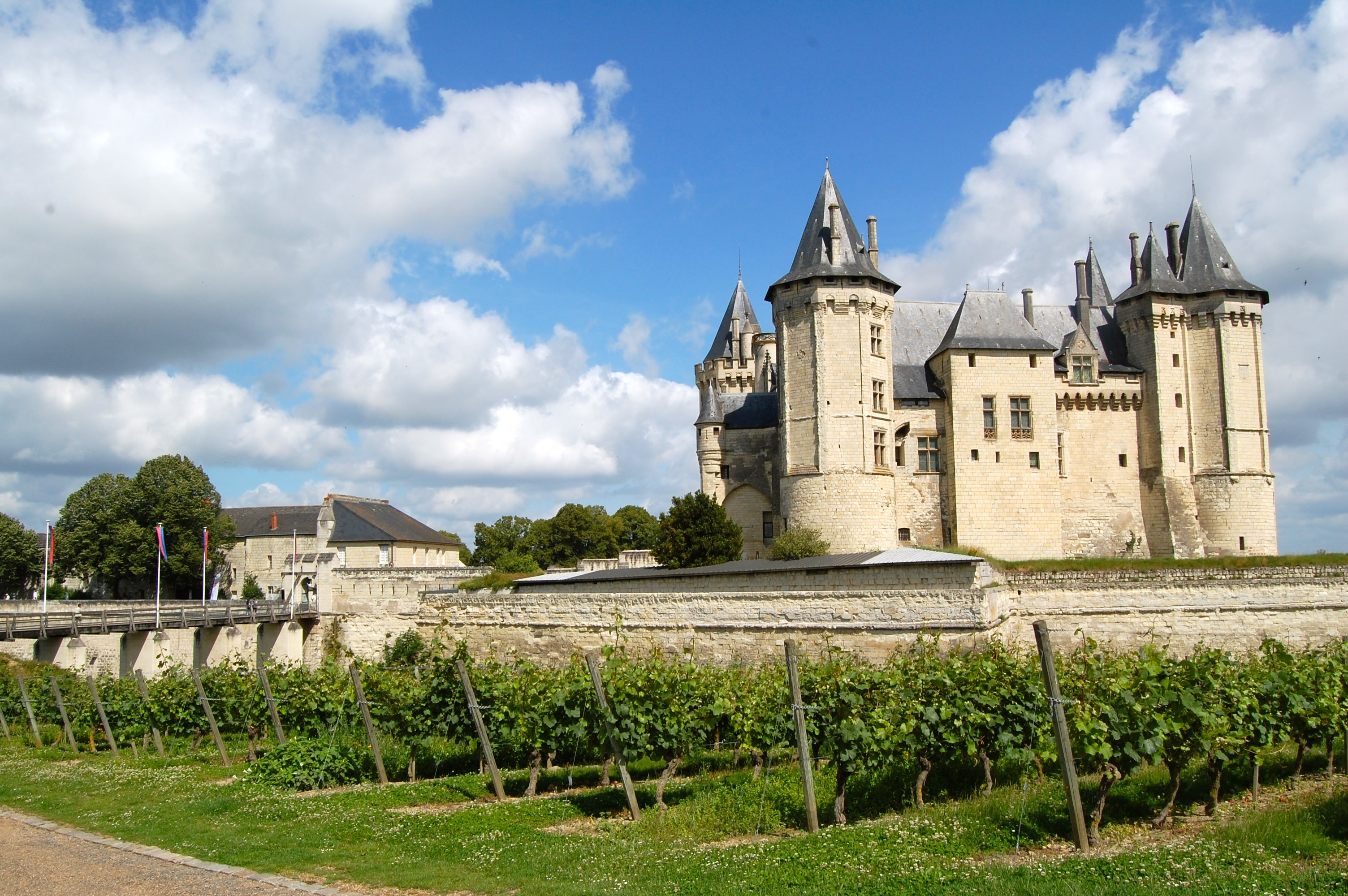
ロワール渓谷、ソーミュール近くのブドウ畑

ロワールにおけるブドウの栽培面積は75,000ヘクタールを超えており、これはボルドーの3分の2程度にあたる。地理的な要因とブドウ栽培の限界に近い気候のため、ヴィンテージの良し悪しがロワールワインの出来栄えに極めて大きな影響を与え、フランスの他のワイン産地よりもヴィンテージ間の差分は大きい。特に、低温によりブドウの成熟が妨げられることは発生しやすく、糖度が十分に上がらないことで元々高い酸度とのバランスが取れなくなる。このような冷涼な気候下では、ソーヴィニヨン・ブランからなるワインは色が薄く、果実味が少ないがミネラル感は顕著になる。カベルネ・フランからなるワインも同様に色が薄くなり、植物性の草のような香りが出る。よりブドウが熟したヴィンテージでは、ロワールのカベルネ・フランはラズベリーや削った鉛筆の香りがある。2013年においては、269万ｈLの生産量があり、白ワインの生産が53%、赤・ロゼワインの生産が47%であった。
ロワール渓谷ではブドウは平均して1ヘクタールあたり4000から5000本と密に植えられている。サンセールのブドウ畑では1ヘクタール当たり10000本もの植樹がされていることもある。高密度の植樹により、限られた土壌中の養分を奪い合うことになるので、収量が過剰にならないようにすることができる。これは、シュナン・ブランのような一部の品種で好んで用いられる手法である。近年では、剪定やキャノピーマネジメントによってより効果的に収量制限を行う試みも行われている。
ロワールのおけるワイン醸造の特色としては、樽熟成やマロラクティック発酵が一般的に避けられることが挙げられる。もっとも、これらをともに用いる生産者も現れている。補糖は許可されており、年度によっては未熟なブドウの糖分を補償するために行われる。赤ワインにおいては、マセラシオンの時間を延ばし、果皮を長く接触させることで色素とタンニンの浸出を促進させる手法の重要性が上がっている。温度管理も重要な要素であり、当地の寒冷な秋においてはムストを温めなければ発酵を完了できない場合もある。

## 生産地域

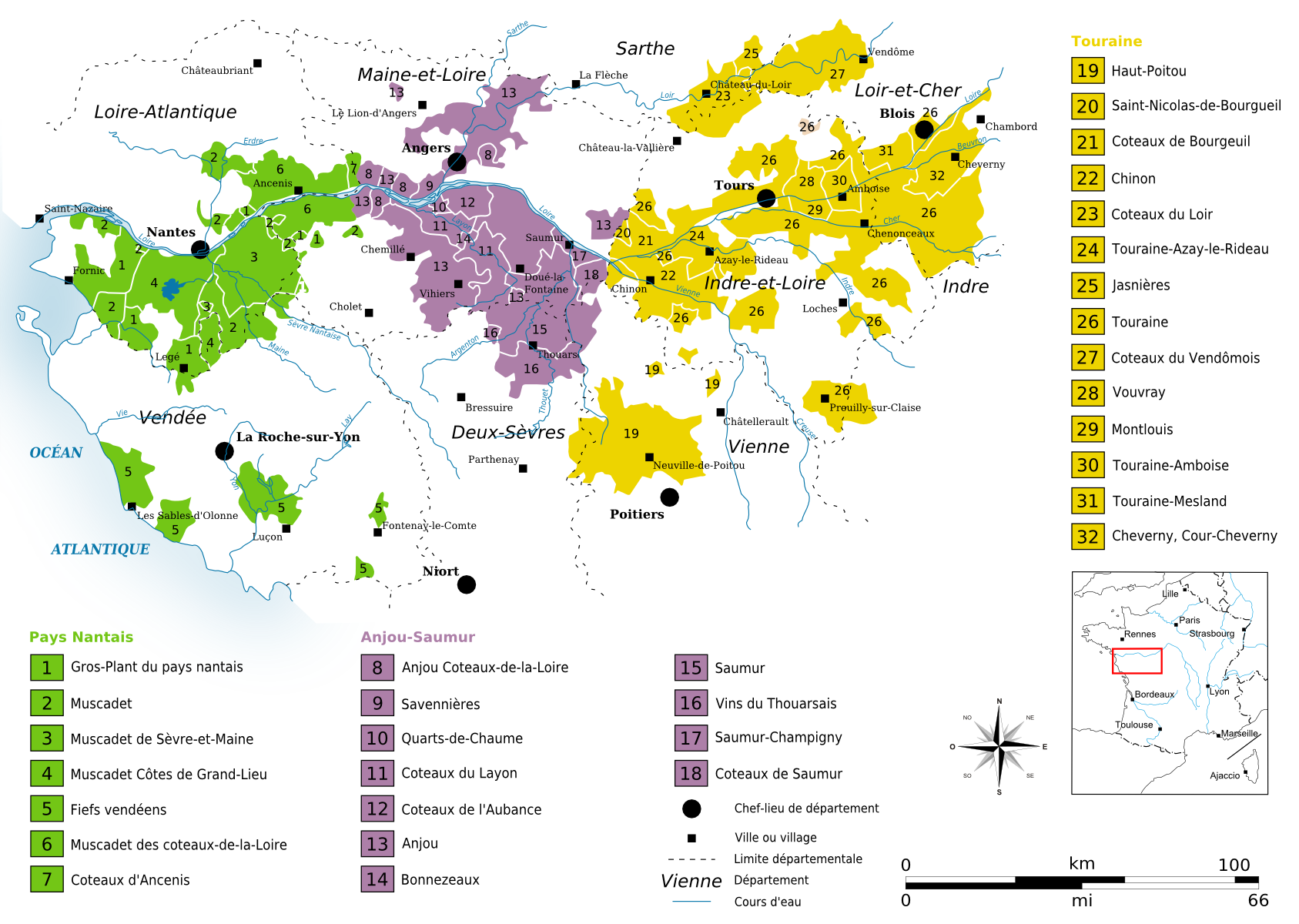
ロワールのワイン生産地区

ロワールにおけるワイン生産地域は3つに分けられる。上流域には、ソーヴィニヨン・ブランを主に生産する地域であるサンセールやプイィ・フュメが含まれる。中流域ではシュナン・ブランやカベルネ・フランの生産が多くを占める。典型的にはトゥーレーヌ、ソミュール、シノン、ヴーヴレなどがある。下流域は大西洋に至る河口付近の地域であるが、ここではムロン・デュ・ブルゴーニュ種から造られるミュスカデの生産量が圧倒的である。AOCおよびヴァン・ド・ペイの規定では、ロワールには87のアペラシオンが存在する。ロワール全域で用いることができるアペラシオンは2つ存在する。ひとつはクレマン・ド・ロワールであり、トラディショナル方式（シャンパーニュ方式）で造られたスパークリングワインはこれを名乗ることができる。もうひとつがヴァン・ド・ペイ・デュ・ジャルダン・ド・ラ・フランスであり、これはAOCの指定から外れた地域のワインで、ラベルに品種名を記載できる。

### サンセールとプイィ・フュメ

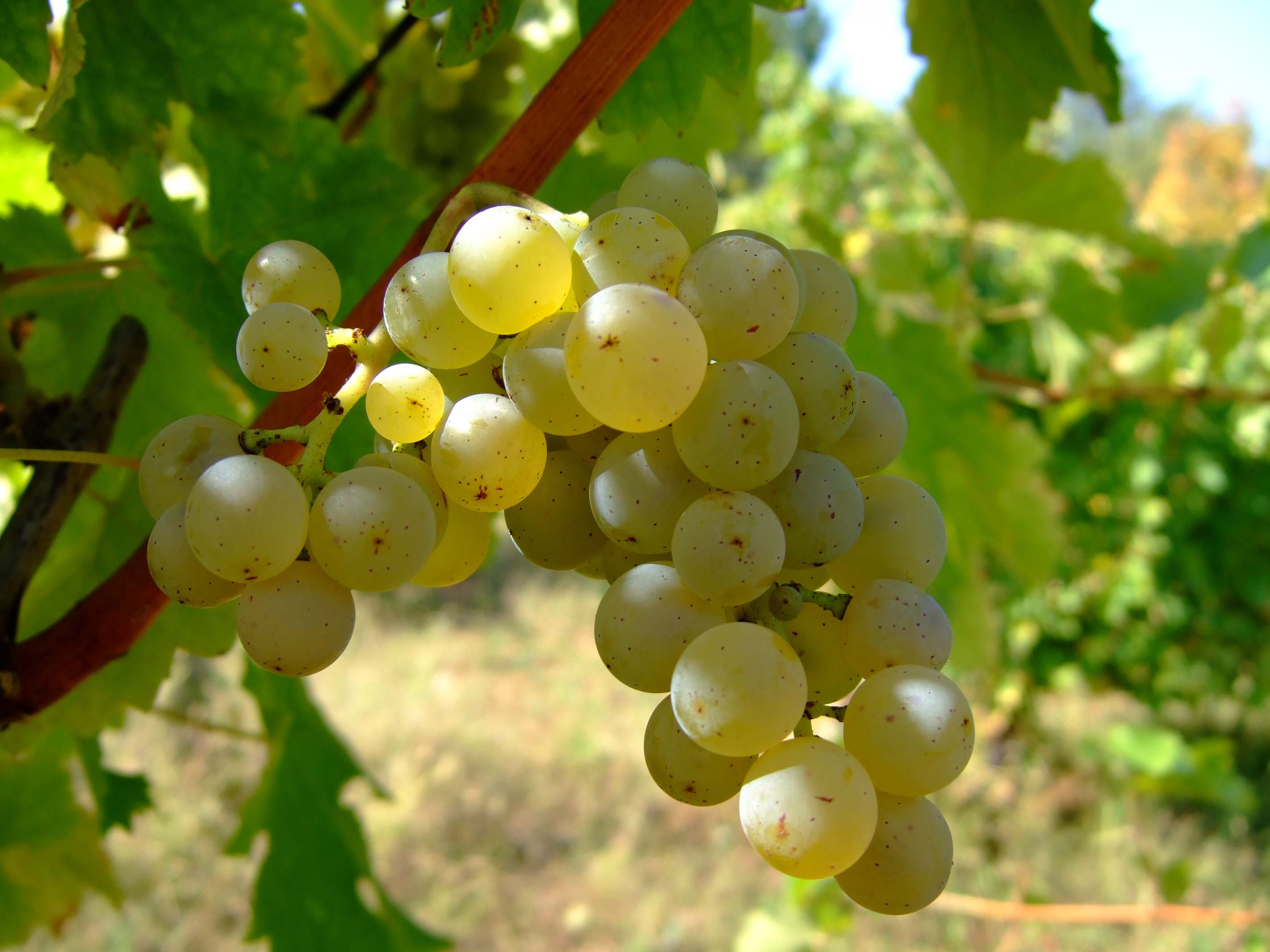
ソーヴィニヨン・ブランはサンセールおよびプイイ・フュメの主要な品種である。

ロワールにおける最東端のワイン産地であり、大陸性気候であるが冬と夏の気温差が大きい。サンセールとプイィ・フュメの周囲に広がる地域であり、ソーヴィニヨン・ブランとピノ・ノワールが主要品種である。サンセールとプイィ・シュル・ロワール（プイィ・フュメを産出する）の2つの街はロワール川を挟んだ対岸に位置し、サンセールはプイィの16kmほど北西に位置する。”フュメ”の語はフランス語で「煙」や「燻製」を意味するが、これはシレックスと呼ばれる火打石が石灰質土壌に混ざっていることで、スモーキーな香りのワインが産出されることに由来する。名前の由来については、ロワール川の影響で早朝に霧が発生し、ブドウ畑を覆うことがあるためであるとも言われている。プイィないしはプイィ・シュル・ロワールとラベルに記載されたワインは通常シャスラから造られる。
フランスの多くの産地と異なり、サンセールでは手摘みで収穫されることは少なく、機械化が高度に進められている。プイィ・フュメは白ワインだけを産出するのに対し、サンセールでは白ワインのほか赤ワイン・ロゼワインも生産される。ソーヴィニヨン・ブランで造られる白ワインはグーズベリーやグレープフルーツの香りがあり、とりわけプイィ・フュメではフルボディで豊かな味わいがある。ピノ・ノワールで造られる赤ワインは明るい色調でボディも軽く、ブルゴーニュなど他のフランスの地域で造られるピノ・ノワールとは差異がある。以下のような小さなアペラシオンも存在する。
- メヌトゥー・サロン（白・ロゼ・赤）
- カンシー（白）
- ルイィ（白・ロゼ・赤）

この地域は、歴史的には長きにわたりブルゴーニュ公国の影響下にあったが、これがかつてはピノ・ノワールの栽培が大多数を占めていた理由である。19世紀のフィロキセラ禍により大部分のピノ・ノワールは壊滅的被害を負い、大規模な植え替えが行われた。これをきっかけに、栽培が容易なソーヴィニヨン・ブランが増えていったのである。現在では、ピノ・ノワールが集中的に栽培されている地域も残ってはいるものの、ソーヴィニヨン・ブランの栽培が圧倒的多数である。

### アンジュー・ソミュール

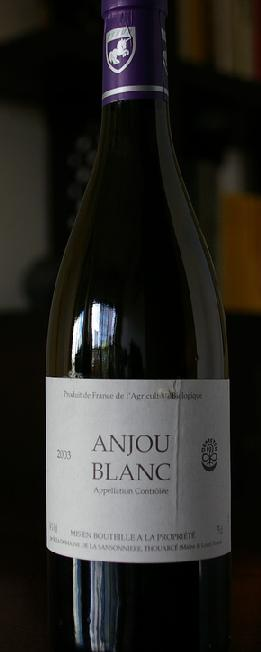
多くのロワールワインには、ブルゴーニュ型のボトルが用いられる。

ロワール川中流域のアンジューは、アンジェの街の周辺に位置する産地であり、グロローやカベルネ・フランから造られるロゼワインが特に有名である。ロゼ・ダンジューやカベルネ・ダンジューと表記されるものもある。アンジュー・ブランとして知られる白ワインにはシュナン・ブランが使われる。赤ワインはガメイが多く、高品質のワインのなかにはAOCに指定された地域であるアンジュー・ヴィラージュをラベルに表記したものもある。シュナン・ブランは、少なくとも西暦845年にはこの地のGlanfeuil修道院に植えられていたと伝えられる。それ以降、当地ではこの品種はピノーやフラン・ブランといったシノニムでも知られていた。
ソミュール周辺は、シャンパーニュ、クレマン・ダルザスに次いでフランスで3番目に大きなスパークリングワインの生産地域である。年間1200万本を超えるソミュール・ムスーが生産されている。シャルドネ、ピノ・ノワール、ピノ・ムニエの3品種で造られるシャンパーニュとは異なり、ソミュールのスパークリングワインはシュナン・ブランのみから造られる。ソミュール・シャンピニィではカベルネ・フランを用いた赤ワインが造られるが、これはサン・ニコラ・ド・ブルグイユのワインと類似している。

### ヴーヴレとトゥーレーヌ

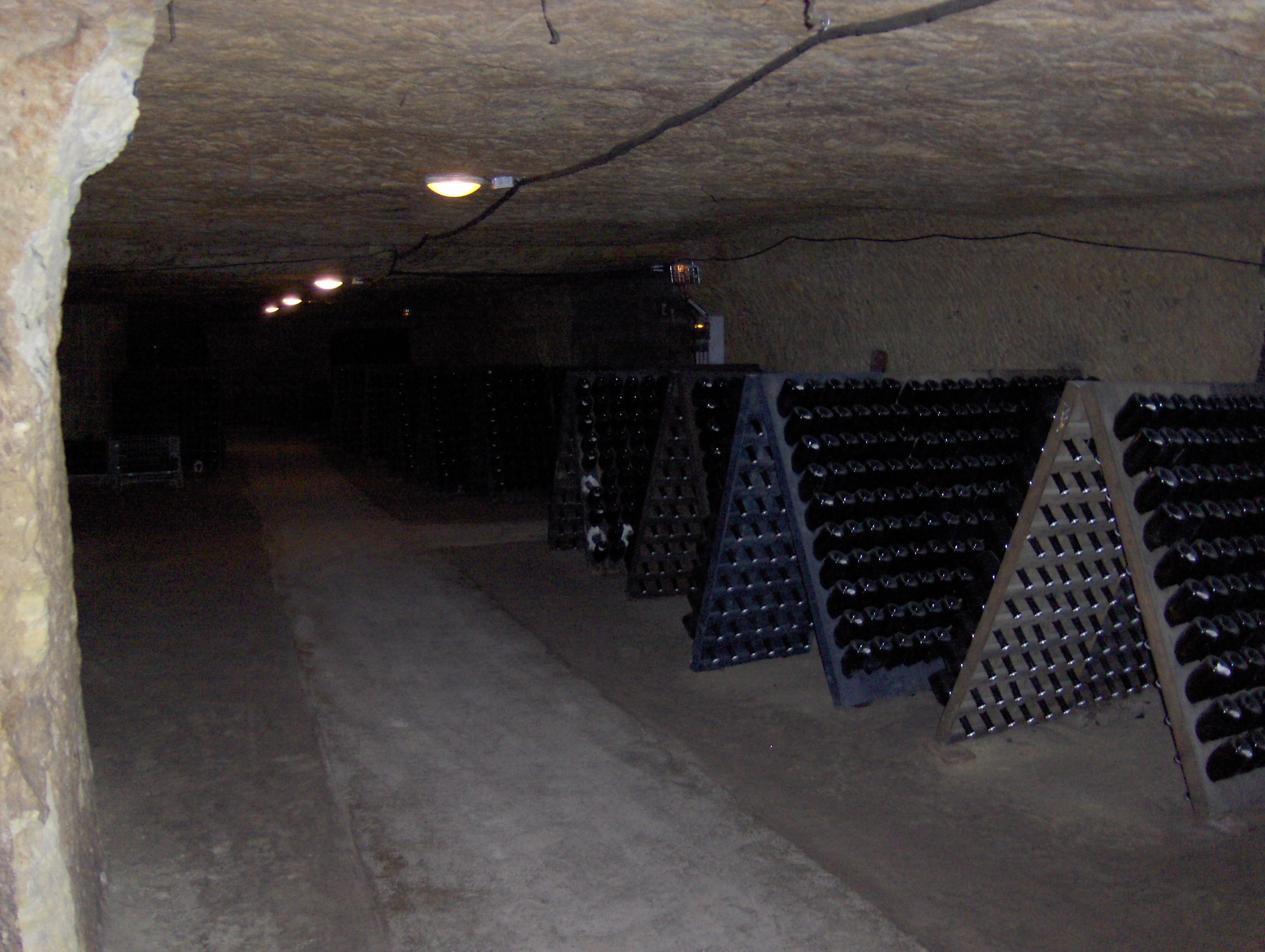
この地域の生産者は、トゥフォと呼ばれる石灰岩を掘って地下にカーヴを作っている。シャンパーニュでも同様のことが行われるが、これはワインの貯蔵に適した温度と湿度が得られるためである。

ヴーヴレ、モンルイ・シュル・ロワール、トゥーレーヌおよびその周辺の地域は、ロワールのなかでも最も多彩なブドウ品種が栽培されており、造られるワインも白、赤、ロゼと幅広い。白ワインの主要品種はシュナン・ブランであるが、ソーヴィニヨン・ブランも使われるほか、わずかながらシャルドネも植えられている。赤ワインには主にカベルネ・フランが使われ、カベルネ・ソーヴィニヨンやガメイ、マルベックも少ないながら栽培されている。ロゼワインにはガメイ、ピノー・ドニス、ピノ・グリ、ピノ・ノワールといった品種が用いられる。ヴーヴレやモンルイの村はこの地域で最も広いアペラシオンであり、シュナン・ブランのみを用いた白ワインが産出される。この地域のワインは甘口から辛口（ラベルにはセック、仏：secと表記されることがある）まで存在し、モエローと呼ばれる極甘口のワインには貴腐化したブドウも使われる。
長年、トゥーレーヌはボジョレーと競合関係にあった。というのも、トゥーレーヌで瓶詰めされてすぐ若いうちに出荷されるガメイは、ボジョレー・ヌーヴォーと近い立ち位置であったからである。しかし近年においては、ボジョレー・ヌーヴォーと同時に若いワインを発売する生産者も残っているとはいえ、そのような若いワインは主流ではなくなってきている。トゥーレーヌ周辺にはテュフォと呼ばれる水はけに優れた石灰岩質の土壌が発達しているが、この石灰岩はロワール渓谷に存在する数多くの著名な城の建築にも使われている。

### シノン

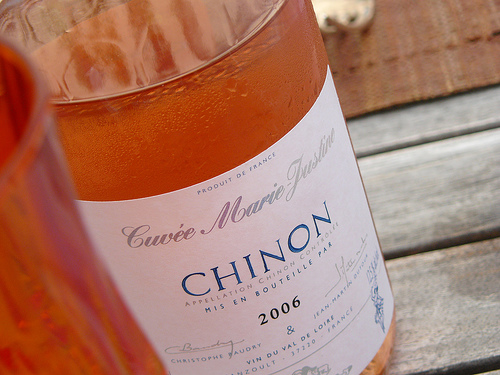
カベルネ・フランから造られたシノンのロゼワイン

シノン、ブルグイユ、サン・ニコラ・ド・ブルグイユとその周辺の地域は、ロワール渓谷における赤ワインの主要産地といえる。ブドウ品種はカベルネ・フランが用いられるが、この地域ではブルトンとも呼ばれている。シノンのワインは柔らかでリッチな果実味があるのに対し、ブルグイユのワインはより強いタンニンを持ち硬質なものになる。サン・ニコラ・ド・ブルグイユではより色調の明るいワインが造られる。19世紀には、シノンのワインは批評家からシャトー・マルゴーと比較されるほど好意的にとらえられていた。今日でもカベルネ・フランから造られるワインの典型として高く評価されている。これらの地域のワインは鮮やかな紫色を示し、ラズベリーや石炭の香りがあるとされる。温暖な地域で造られるカベルネ・フランとは異なり、シノンは通常の赤ワインよりもやや冷やして提供されるのが一般的である。

### ペイ・ナンテ（ミュスカデ）
ペイ・ナンテはロワール渓谷の西端に存在する地域であり、ナントの街に近い。17世紀にオランダのワイン商がこの地域のワイン造りの基礎を築いた。彼らはナントの住民に早く熟すムロン・ド・ブルゴーニュの栽培を奨励し、brandewijnと呼ばれる蒸留酒の生産に用いたのである。1709年の霜害によりロワール＝アトランティックのブドウ畑は荒廃したが、その後ルイ14世の令により霜害に強いムロン・ド・ブルゴーニュへの植え替えを優遇する措置が取られた。ムスクの香りを意味する名前を持つとはいえ、ミュスカデは中庸な香りであり、使われる品種であるムロン・ド・ブルゴーニュもミュスカ（マスカット）の系統とは無関係である。片麻岩、雲母片麻岩、花崗岩からなる土壌を持つ。この地域の4つのアペラシオンは、全てムロン・ド・ブルゴーニュからなる白ワインを産出する。
- ミュスカデ・ド・セーヴル・エ・メーヌ

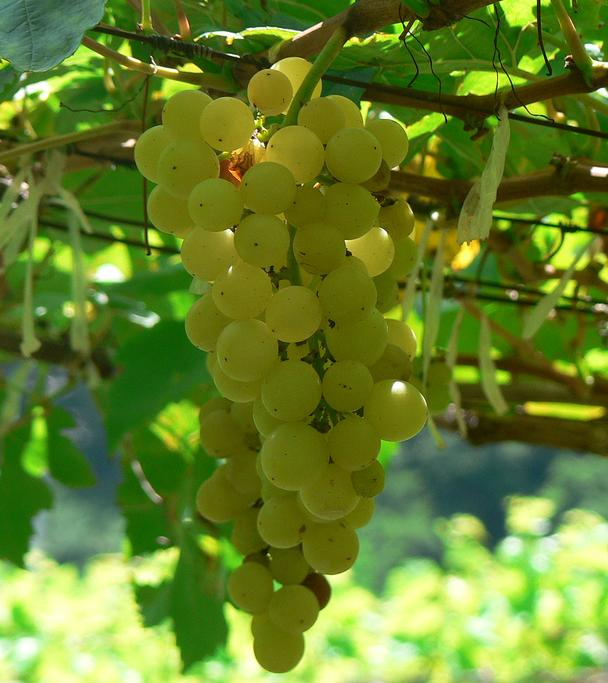
シュナン・ブランのブドウ

- ミュスカデ・コート・ド・グランリュー
- ミュスカデ・コート・ド・ラ・ロワール
- ミュスカデ（ロワール＝アトランティック県全体を包括するアペラシオンである）

ミュスカデ・ド・セーヴル・エ・メーヌとミュスカデ・コート・ド・グランリューのワインは、シュル・リー製法、すなわち醸造時発生した澱を除去せずに熟成させる手法が一般的に採用されている。これにより、ワインは濁り澱を除くためデカンタージュが必要になるが、よりふくよかなボディと新鮮味をもたせることができる。

### その他のワイン
主要品種以外にも、少量ながら地場品種が生産されている。サン・プルサン・シュル・シウールで造られるトレサリエ、シュヴェルニィで使われるロモランタン、トゥーレーヌにおけるムニュ・ピノやグロスロット、ナンテで栽培されるグロ・プランといった品種である。その他、カベルネ・ソーヴィニヨンやシャルドネ、ガメイ、マルベック、ピノー・ドニス、ピノ・グリ、ピノ・ノワールといった品種も使われる。

## 生産者
歴史的に、ロワールでは小規模で家族経営の、生産者元詰めを行う作り手が多い。1990年代半ばからはネゴシアンや協同組合の数が増えてきており、現在ではサンセールの約半数、ミュスカデの8割ほどがネゴシアンないしは協同組合によるものである。